# وو جو-سونغ
وو جو-سونغ (هانغل: 우주성) هو لاعب كرة قدم كوري جنوبي في مركز الدفاع، ولد في 8 يونيو 1993 في بوسان في كوريا الجنوبية. شارك مع منتخب كوريا الجنوبية تحت 20 سنة لكرة القدم. أما مع النوادي، فقد لعب مع نادي جيونجنام ‏.

## وصلات خارجية
- وو جو-سونغ على موقع دوري كوريا الجنوبية (الإنجليزية)
- وو جو-سونغ على موقع قاعدة بيانات كرة القدم.إي يو (الإنجليزية)
- وو جو-سونغ على موقع Soccerway.com (الإنجليزية)